# Пака при Велењу
Пака при Велењу (словен. Paka pri Velenju) је насељено место у општини Велење, Савињска регија, Словенија.

## Историја
До територијалне реорганизације у Словенији била је у саставу старе општине Велење.

## Становништво
У попису становништва из 2011. године, Пака при Велењу је имала 447 становника.
| Број становника према пописима | Број становника према пописима | Број становника према пописима |
| ------------------------------ | ------------------------------ | ------------------------------ |
| 1991                           | 2002                           | 2011                           |
| 347                            | 398                            | 447                            |

Напомена: До 1955. исказивано под именом Пака. Године 1979. умањено за део насеља који је припојен насељу Велење.